# (33276) 1998 HS115
1998 HS115 (asteroide 33276) é um asteroide da cintura principal. Possui uma excentricidade de 0.10318620 e uma inclinação de 11.92687º.
Este asteroide foi descoberto no dia 23 de abril de 1998 por LINEAR em Socorro.